# Requiem for a Dream (romance)
Requiem for a Dream é um romance de 1978 de Hubert Selby Jr., que diz respeito a quatro nova-iorquinos cujas vidas ficam fora de controle quando sucumbem a seus vícios.
Este livro resultou em uma adaptação para o cinema em 2000 por Darren Aronofsky, cujo Hubert Selby co-escreveu o roteiro, Requiem for a Dream; a trilha sonora foi composta por Clint Mansell. E estrelou Jared Leto, Jennifer Connelly, Marlon Wayans e Ellen Burstyn. Burstyn foi nomeada para o Oscar de Melhor Atriz por seu desempenho como Sara.